# Papillosacythere parallela
Papillosacythere parallela is een mosselkreeftjessoort uit de familie van de Neocytherideididae. De wetenschappelijke naam van de soort is voor het eerst geldig gepubliceerd in 1987 door Whatley, Chadwick, Coxill & Toy.